# Gyula Katona (gimnastyk)
Gyula Katona (ur. 7 kwietnia 1879 w Tapsony, zm. 26 lipca 1944 w Lyonie) – węgierski gimnastyk, olimpijczyk.
Katona wziął udział w igrzyskach olimpijskich w Paryżu w 1900 r. Wystartował w konkurencji gimnastycznej. Zawody odbyły się w dniach 29–30 lipca 1900 r. Katona jako jeden z dwóch zawodników nie ukończył konkurencji.